# الشمس كعلامة تنجيم / التكهن بالشمس
الشمس كعلامة تنجيم هو شكل من أشكال التنجيم الأكثر شيوعا وجدت في العديد من الصحف والمجلات. هو نظام مبسط من علم التنجيم الذي يعتبر مكان الشمس عند الولادة، والتي يقال أنها توضع في واحد من اثني عشر علامات زودياك. ومن ثم سميت هذه العلامة ب علامة الشمس أو علامة النجمة لشخص ولد في الإثني عشر جزءا من السنة.
يأخذ علماء التنجيم الإثني عشر تقسيما اساسيا ويربطون جميع الحركات الحالية لجميع الكواكب إلى بعضها البعض باستخدام القواعد التقليدية السماوية لكل علامة على حدة. ولأن القمر يمتلك اسرع حركة ظاهرية بين كل الأجرام الثقيلة فهو غالبا ما يستخدم على أنه المؤشر الرئيسي في التنجيم والتنبؤ اليومي لاتجاهات الشمس.

## علامات الشمس
الجدول التالي يظهر البروج بالأسماء اللاتينية، وذلك باظهار الترجمة الإنجليزية وأسمائها بالمفرد. إنه يظهر أيضا العنصر وميزته المرتبطة بكل علامة. البداية والنهاية لمواعيد علامة الشمس تقريبية، كما أنها قد تختلف من سنة إلى أخرى (قبل يوم أو نحو ذلك)، ويرجع ذلك إلى حقيقة أن مدار الأرض حول الشمس ليس متزامن مع دوران الأرض نفسه (سنة واحدة لا تستوعب عدد الأيام). نفس تاريخ ووقت تسجيل دخول/خروج (وهو يتفق مع الاستراتيجية 12 «منتصف المناخات» داخل الصينية lunisolar التقويم) يجب الحصول على البرامج المناسبة أو مع مساعدة من التقويم الفلكي.
| Symbol | Sign names  | Individuals' names | English name          | Element | Quality (Modality) | Polarity | Associated Celestial Body | period of Sun sign with approx. dates 1/2 days variation     |
| ------ | ----------- | ------------------ | --------------------- | ------- | ------------------ | -------- | ------------------------- | ------------------------------------------------------------ |
|        | Capricorn   | Capricorn          | The Mountain Sea-Goat | Earth   | Cardinal           | Negative | Saturn                    | Winter Solstice (December 22) – the day before Great Cold    |
|        | Aquarius    | Aquarian           | The Water-Bearer      | Air     | Fixed              | Positive | Uranus (Saturn)           | Great Cold (January 20) – the day before Vernal Showers      |
|        | Pisces      | Piscean            | The Fish              | Water   | Mutable            | Negative | Neptune (Jupiter)         | Vernal Showers (February 19) – the day before Vernal Equinox |
|        | Aries       | Arian/Arien        | The Ram               | Fire    | Cardinal           | Positive | Mars (Pluto)              | Vernal Equinox (March 21) – the day before Corn Rain         |
|        | Taurus      | Taurean            | The Bull              | Earth   | Fixed              | Negative | Venus/Earth               | Corn Rain (April 20 – the day before Corn Forms              |
|        | Gemini      | Geminian           | The Twins             | Air     | Mutable            | Positive | Mercury                   | Corn Forms (May 21) – the day before Summer Solstice         |
|        | Cancer      | Cancerian          | The Crab              | Water   | Cardinal           | Negative | Moon                      | Summer Solstice (June 21) – the day before Great Heat        |
|        | Leo         | Leo                | The Lion              | Fire    | Fixed              | Positive | Sun                       | Great Heat (July 24) – the day before End of Heat            |
|        | Virgo       | Virgin             | The Maiden            | Earth   | Mutable            | Negative | Mercury                   | End of Heat (August 23) – the day before Autumnal Equinox    |
|        | Libra       | Libran             | The Scales            | Air     | Cardinal           | Positive | Venus                     | Autumnal Equinox (September 23) – the day before First Frost |
|        | Scorpio     | Scorpio            | The Scorpion          | Water   | Fixed              | Negative | Pluto (Mars)              | First Frost (October 23) – the day before Light Snow         |
|        | Sagittarius | Sagittarian        | The Archer            | Fire    | Mutable            | Positive | Jupiter                   | Light Snow (November 23) – the day before Winter Solstice    |